# میک استکول
میک استکول (انگلیسی: Mick Stockwell؛ زادهٔ ۱۴ فوریهٔ ۱۹۶۵) بازیکن فوتبال اهل بریتانیا است.
از باشگاه‌هایی که در آن بازی کرده‌است می‌توان به باشگاه فوتبال ایپسویچ تاون، باشگاه فوتبال هیبریج، باشگاه فوتبال کولچستر یونایتد، و باشگاه فوتبال وودبریج تاون اشاره کرد.